# Hugo Medina
Hugo M. Medina (* 10. Juni 1929; † 22. Mai 1998) war ein uruguayischer Politiker.
Generalleutnant Hugo Medina hatte von 1984 bis 1987 die Position des Oberbefehlshabers der uruguayischen Streitkräfte inne. Er war sodann als Nachfolger von Juan Vicente Chiarino vom 19. November 1987 bis zum 1. März 1990 während der Präsidentschaft Julio María Sanguinettis Verteidigungsminister Uruguays.